# شكر الله صنيع زاده
شكرالله صنيع زاده (وُلد في: 15 بهمن 1285 هـ شمسي، أصفهان - توفي في: 25 بهمن 1362 هـ شمسي، أصفهان) كان مصممًا إيرانيًا مشهورًا، ورسامًا مصغرًا، وفنان مينا، ومزخرفًا، وصانع زهور ومزهريات.
يُعرف بأنه مُحيي فنّ المينا ومُوسّعه في العصر الحديث، وقد عمل في ورشته العديد من الطلاب. خلّف أعمالًا خالدة وجميلة، بعضها في المتاحف ومراقد أئمة الشيعة. تُعدّ أعماله في المينا من أروع وأغلى أعمال المينا في إيران.

## الوفاة
تُوفي شكر الله في 15 بهمن 1362 هـ شمسي (1983) ودُفن في تخت فولاذ (في تكية آغاباشي).